# Bratislava Arena
El Estadio de Hielo Ondrej Nepela es un estadio de hielo situado en Bratislava, Eslovaquia.
Fue inaugurado el 14 de diciembre de 1940 y fue remodelado en 1958, 1990-1992, y 2009-2011. El estadio es utilizado por el HC Slovan Bratislava de hockey sobre hielo.

## Eventos

### Hockey sobre hielo
- Es sede del Campeonato Mundial de Hockey sobre Hielo Masculino de 2011